# Давлятчина, Мингиллям Зайнеевна
Мингалям Зайнеевна Давлятчина (22 мая 1922, с. Новоаширово, Матвеевская волость, Бугурусланский уезд, Самарская губерния, Российская империя — 5 сентября 1992, д. Ивняковая, Грачёвский район, Оренбургская область) — доярка племзавода имени Коминтерна Грачевского района Оренбургской области, Герой Социалистического Труда (1966).

## Биография
Родилась в селе Новоаширово (ныне — Матвеевский район Оренбургской области) в семье крестьянина-бедняка. Татарка.
В 1933 году семья переезжает в совхоз имени Коминтерна Грачёвского района Оренбургской области.
Начала работать с 15 лет на племзаводе имени Коминтерна.
С 1937 по 1939 годы — доярка в совхозе, за короткий срок добилась высоких показателей по надою молока и заняла первенство в социалистическом соревновании среди доярок совхоза.
С 1939 по 1953 годы — телятница профилактория, вырастила около тысячи телят, не допустив ни единого падежа.
С 1953 по 1958 годы — бригадир дойного гурта молочной фермы.
В 1958 году — снова стала работать дояркой.
Указом Президиума Верховного Совета СССР от 22 марта 1966 года за достигнутые успехи в развитии животноводства, увеличении производства и заготовок молока Давлятчиной Мингалям Зайнеевне присвоено звание Героя Социалистического Труда с вручением ордена Ленина и золотой медали «Серп и Молот».
В 1969 году поставила рекорд по надоям — 6543 килограмма от каждой коровы.
Оренбургский обком ВЛКСМ учредил ежегодный приз имени Героя Социалистического Труда М. З. Давлятчиной, который вручался лучшему молодому мастеру молочного животноводства Оренбуржья.
В 1977 году — вышла на пенсию.
Умерла 5 сентября 1992 года в деревне Ивняковая Грачевского района Оренбургской области.

## Награды
- Герой Социалистического Труда (1966)
- Орден Ленина (1966)
- 2 ордена Октябрьской Революции (1971, 1975)
- 2 золотые медали ВДНХ
- 4 серебряные медали ВДНХ
- медали